# Heat de Stockton
Le Heat de Stockton était une franchise de hockey sur glace de la Ligue américaine de hockey qui était basée à Stockton dans l'État de la Californie aux États-Unis.

## Histoire
Créée en 2015, elle participe à sept saisons de la Ligue américaine de hockey puis déménage en 2022 pour devenir les Wranglers de Calgary.

## Bilan
| No | Saison    | PJ | V  | D  | DP | DTB | BP  | BC  | Pts | Classement                   | Séries éliminatoires                                                    |
| -- | --------- | -- | -- | -- | -- | --- | --- | --- | --- | ---------------------------- | ----------------------------------------------------------------------- |
| 1  | 2015-2016 | 68 | 32 | 32 | 2  | 2   | 194 | 224 | 68  | 6e place, division Pacifique | Non qualifiés                                                           |
| 2  | 2016-2017 | 68 | 34 | 25 | 7  | 2   | 212 | 192 | 77  | 4e place, division Pacifique | 2-3 Barracuda de San José                                               |
| 3  | 2017-2018 | 68 | 34 | 28 | 2  | 4   | 211 | 204 | 74  | 6e place, division Pacifique | Non qualifiés                                                           |
| 4  | 2018-2019 | 68 | 31 | 31 | 4  | 2   | 235 | 252 | 68  | 6e place, division Pacifique | Non qualifiés                                                           |
| 5  | 2019-2020 | 55 | 30 | 17 | 4  | 4   | 194 | 170 | 68  | 3e division Pacifique        | Séries annulées à cause de la pandémie de Covid-19                      |
| 6  | 2020-2021 | 30 | 11 | 17 | 2  | 0   | 79  | 95  | 24  | 5e division Canadienne       | Séries annulées à cause de la pandémie                                  |
| 7  | 2021-2022 | 68 | 45 | 16 | 5  | 2   | 242 | 185 | 97  | 1er division Pacifique       | 3-0 Condors de Bakersfield 3-1 Eagles du Colorado 2-4 Wolves de Chicago |

## Joueurs

### Entraîneurs
- Ryan Huska (2015-2018)
- Cail MacLean (2018-2020)
- Mitch Love (2021 - en cours) [4]

### Capitaines
- Aaron Johnson (2015-2016)
- Mike Angelidis (2016-2017)
- Rod Pelley (2017-2018)
- Byron Froese (2020-2022)